# Pyrrhobryum bifarium
Pyrrhobryum bifarium är en bladmossart som beskrevs av Monte Gregg Manuel 1980. Pyrrhobryum bifarium ingår i släktet Pyrrhobryum och familjen Rhizogoniaceae. Inga underarter finns listade i Catalogue of Life.